# César Costa Filho
César Costa Filho (Rio de Janeiro, 9 de maio de 1944 — Rio de Janeiro, 19 de maio de 2022)  foi um cantor e compositor brasileiro.

## Biografia
Nascido no bairro carioca de Vila Isabel, ficou conhecido nacionalmente pela participação em festivais de canção. Suas canções foram gravadas por cantoras como Elis Regina, Dóris Monteiro, Maysa, Elizeth Cardoso, Claudete Soares e Eliana Pittman. Participou, nos anos 60 do Movimento Artístico Universitário. Sua música "Meu Tamborim", interpretada por Beth Carvalho ficou em terceiro lugar no I Festival Universitário, em 1968. A música "Mirante", interpretada por Maria Creuza ficou em terceiro lugar no II Festival Universitário do Rio em 1969. No mesmo festival, Clara Nunes interpretou a música de sua autoria "De Esquina em Esquina" e ficou em quinto lugar. No IV Festival Internacional da Canção da TV Globo, em 1969, sua música "Visão Geral" ficou em quinto lugar. Em 1981, foi eleito presidente da UBC - União Brasileira de Compositores.

## Discografia
- 1970 - "Diva/Milhões de Anos Luz Além" - Compacto Simples Forma/Philips
- 1971 - "Medo/Das Mercês" - Compacto Simples Forma/Philips
- 1971 - "César Costa Filho" - Compacto Duplo Forma/Philips
- 1972 - "Dose pra leão/Vermelho como um camarão" - Compacto Simples RCA Victor
- 1973 - "E os Sambas Viverão" - LP RCA Victor
- 1975 - "De Silêncio em Silêncio" - LP RCA Victor
- 1976 - "Guarania/Hipocrisia" - Compacto Simples RCA Victor
- 1977 - "Bazar" - LP RCA Victor
- 1978 - "César Costa Filho" - LP Continental
- 1979 - "Outro Verão" - LP Tapecar/Som Livre
- 1980 - "Nesse Mundo" - LP Tapecar/Som Livre